# Нация пришельцев (телесериал)
«Нация пришельцев» (англ. Alien Nation) — американский научно-фантастический телесериал, основанный на одноимённом фильме 1988 года. Сериал транслировался с 1989 по 1990 и был отменён после первого сезона. В главных ролях полицейских-напарников снимались Гэри Грэм и Эрик Пьерпойнт.
Журнал TV Guide включил «Нацию пришельцев» в список 60 шоу, «Отменённых слишком рано».

## Сюжет
В 1990 году в пустыне Мохаве терпит крушение летающая тарелка и на Землю высаживаются первые инопланетяне, Новоприбывшие (англ. Newcomer). Они скрывались от другой инопланетной расы, которая держал их в рабстве, и теперь люди и Новоприбывшие должны вместе сосуществовать. В центре сюжета — работа и взаимоотношения двух детективов-напарников — человека Мэттью и пришельца Джорджа.
Сериал описывает интеграцию пришельцев в американское общество, показывая такие его проблемы, как расизм и предрассудки.

## В ролях
- Гэри Грэм — детектив Мэттью Сайкс, человек из Лос-Анджелеса. Напарник Джорджа.
- Эрик Пьерпойнт — детектив Джордж Франциско, принадлежит к расе Новоприбывших. Напарник Мэтта.
- Мишель Скарабелли — Сьюзан Франциско, жена Джорджа.
- Терри Триз — Кэти Фрэнкель, биохимик из расы Новоприбывших, соседка и затем девушка Мэтта.
- Лорен Вудленд — Эмили Франциско, дочь Джорджа и Сьюзан.
- Шон Сикс — Бак Франциско, сын Джорджа и Сьюзан, подросток.

## Продолжение
В июне 2009 канал Syfy Universal объявил о работе над возрождением проекта. Сценаристом был назначен Тим Минеар (Ангел, Светлячок). Однако в 2014 работа над сериалом была заморожена, так как руководство канала отдало предпочтение паранормальным реалити-шоу и реслингу. В 2015 было анонсировано возобновление работы над проектом, сценаристами стали Арт Маркум и Мэтт Холлоуэй.